# Сокпакбаев, Бердибек Ыдырысович
Бердибек Ыдырысович Сокпакбаев (15 октября 1924, село Костобе, Нарынкольский район, Алма-Атинская область, Казахская АССР — 24 июля 1991, Алма-Ата, Казахская ССР, СССР) — советский казахский детский писатель, поэт, сценарист. Его повесть «Меня зовут Кожа́» переведена на 68 языков мира.

## Биография
Семья, где рос Бердибек, была очень бедной. Происходит из подрода беснайза рода курман племени албан. Своё детство он очень красочно описал в повести «Балалық шаққа саяхат» («Путешествие в детство», 1960). В 8 лет Бердибек лишился матери, это стало его постоянной болью до конца жизни. Любовь к знаниям привил мальчику его старший брат Сатылган, впоследствии погибший на войне. Мальчику пришлось много испытать и пережить: и тяжёлый труд, и голод. Тем не менее, он рос очень любознательным и способным ребёнком и сохранил оптимизм и жизнерадостность на всю жизнь.
После школы и ФЗО прошёл службу в армии. Затем — учёба в Алма-Ате на филфаке Казахского педагогического института имени Абая (1945—1948), затем два года учительствовал в родном селе. С 1950 года работал в редакциях казахстанских газет «Пионер» и «Қазақстан пионері» в Алма-Ате. Позднее Сокпакбаев окончил Высшие литературные курсы в Москве (1955-57).
Писательскую деятельность Бердибек Сокпакбаев начал со сборника стихов «Бұлақ» (Родник). Он вышел в 1950 году и сразу нашел своих читателей. Следующая книга писателя — повесть «Шестнадцатилетний чемпион» (1951).

## Меня зовут Кожа́
Написал ещё много повестей и рассказов, но самую большую известность Сокпакбаеву принесла повесть «Менің атым Қожа» (Меня зовут Кожа́, 1957). Книжка (предварительное название «Өзім туралы повесть»/Повесть обо мне) об озорном и шаловливом школьнике по имени Кожа́, который всё время попадает в разные смешные, но неприятные для себя ситуации. Но история казахского в некотором роде Гекльберри Финна вызвала непонимание и недовольство у местных критиков и педагогов. Она была переведена на русский язык, но алматинское издательство, боясь скандала, вернуло рукопись автору. Зато книга вскоре вышла в издательстве «Детская литература» (1958, Москва), а затем уже с русского языка была переведена и издана за рубежом на 68 языках. В 1963 году по книге был поставлен одноимённый фильм, получивший Поощрительный диплом на Международном кинофестивале детских и юношеских фильмов в Каннах-1967 (Франция).
- Бигельды Габдуллин, президент Казахского ПЕН-клуба: «Мы закончили в Америке перевод книг выдающегося казахского поэта Мукагали Макатаева. Второй автор — знаменитый наш прозаик, детский писатель Бердибек Сокпакбаев. Его произведение — великолепная повесть „Меня зовут Кожа́“. Долг нашего поколения и меня, как президента Казахского ПЕН-клуба в том, чтобы лучшие произведения казахских писателей были переведены на английский язык. Судьбы Мукагали Макатаева и Бердибека Сокпакбаева были трагичны. Их по достоинству оценили только после того, когда они ушли из жизни».

- Казахский театр для детей и юношества им. Мусрепова в Алматы имеет в репертуаре спектакль «Менің атым Қожа».

В дальнейшем он написал повесть «Путешествие в детство» (1960) о приходе новой жизни в казахский аул в 30-тых годах, по которой также был снят фильм, и во многом автобиографичный роман «Мертвые не возвращаются» (1963/1974), который в 1974 году номинировался на Государственную премию Казахской ССР, а автор — на звание Народного писателя Казахстана.

## Журналистика
Сокпакбаев много занимался журналистикой, работал в редакциях газет и журналов «Қазақ әдебиетi» (Казахская литература), «Балдырған» (Малыш). Был редактором на киностудии «Казахфильм». Его всегда волновали сложные проблемы детского воспитания. Книги Бердибека Сокпакбаева во многом автобиографичны. «То, что пережито в детстве, — говорил писатель,- не забывается никогда. Впечатления не скудеют, не охладевают. Они теплятся, как жар под слоем золы. Следует сдуть этот слой и вспыхивает огонь!..».
Бердибек был членом Союза писателей Казахстана с 1952 года. Здесь он работал консультантом по детской литературе. Ещё при жизни его называли классиком казахской детской литературы.
В конце перестройки в 1990 году в республиканском литературном журнале «Жулдыз» (Звезда) был опубликован полный вариант книги «Ергежейлілер еліне саяхат» (Путешествие в страну гномов), который не решились издать в 1978 году. Главный редактор сказал тогда автору: «Мы не можем напечатать это с идеологической точки зрения. Какую-то страну гномов. Вы изображаете лучше, чем нашу социалистическую страну».

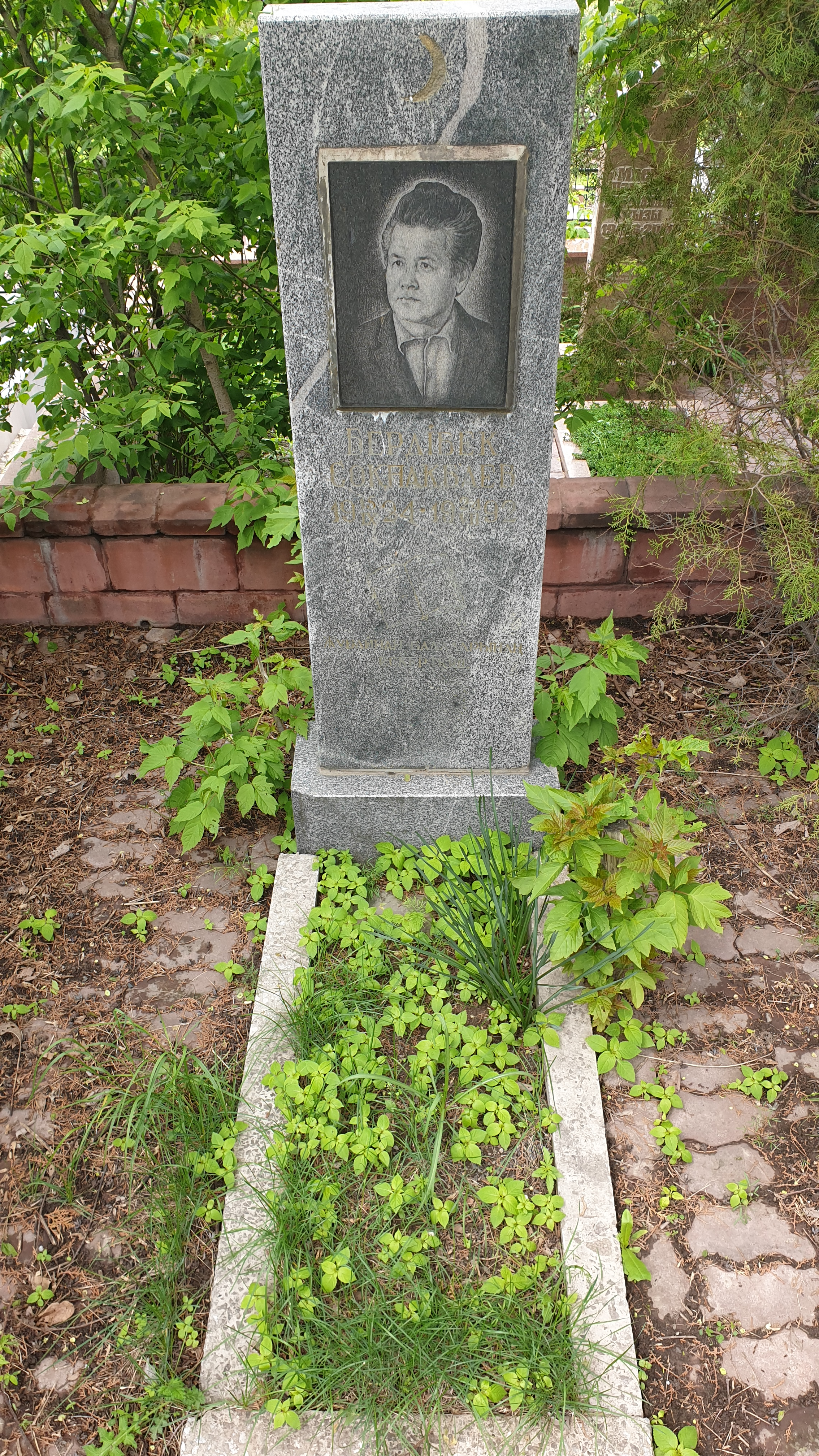
Надгробный памятник над могилой Бердибека Сокпакбая

Через полгода 24 июля 1991 года неожиданно умер на своей кенсайской даче под Алма-Атой. По версии Кадыра Мырза Али, он покончил с собой. Похоронен на Кенсайском кладбище.

## Произведения
- Жекпе жек (Чемпион). Повесть (1951)
- Алыстағы ауылда (В дальнем ауле). Повесть (1953)
- Менің атым Қожа (Меня зовут Кожа́). Повесть (1957)
- Балалық шаққа саяхат (Путешествие в детство). Повесть (1960)
- Қайдасың, Гауһар? (Где же ты, Гаухар?) Повесть (1961)
- Аяжан. Повесть (1963)
- Өлгендер қайтып келмейді (Мертвые не возвращаются). Роман (1963 — 1 том, 1974 — 2 том)
- Ақ жал (Белая грива). Рассказы
- Старик и мальчик. Рассказы
- Кездесу (Встреча). Поэма
- Бозтөбе (Серый холм). Поэма
- Ергежейлілер еліне саяхат (Путешествие в страну гномов), 1978
- Я ещё вернусь. Повести и рассказы (1980)

## Фильмы по его книгам
- «Меня зовут Кожа» (1963, реж. Абдулла Карсакбаев, сценарист Бердибек Сокпакбаев, киностудия «Казахфильм») — Поощрительный диплом на Международном кинофестивале детских и юношеских фильмов в Каннах (Франция) (1967)[8].
- «Путешествие в детство» (1968, реж. Абдулла Карсакбаев, сценарий — Леонард Толстой, киностудия «Казахфильм»)[9].

## Память
- Его именем названы улицы в родном селе Костобе и Алматы, средняя школа в Нарынколе.
- В Нарынколе установлен бронзовый памятник-бюст писателя работы председателя Союза художников Алматы Ескена Сергебаева.